# Niwki (powiat strzelecki)
Niwki (niem. Niewke, 1936-1945 Groß Neuland) – wieś w Polsce położona w województwie opolskim, w powiecie strzeleckim, w gminie Strzelce Opolskie.
W latach 1954–1959 wieś należała do gromady Ligota Dolna, po zmianie siedziby i zmianie gromady została siedzibą gromady Niwki. W latach 1975–1998 miejscowość należała administracyjnie do województwa opolskiego.
Niwki leżą przy drodze wojewódzkiej 409.